# Agathe-Sophie Sasserno
Agathe-Sophie Sasserno, née le 3 octobre 1810 à Nice (département des Alpes-Maritimes sous le 1er Empire) et morte le 6 juin 1860 à Nice (alors province de Nice du royaume de Sardaigne), est une poétesse romantique niçoise.

## Biographie
Agathe-Sophie Sasserno naît en 1810, place Victor, actuelle place Garibaldi à Nice. Elle est la fille du lieutenant-colonel Louis Sasserno, un ancien aide de camp d'André Masséna , et de Marie-Sibille Chartroux. Elle est également une cousine du peintre Jean-Baptiste Biscarra. Elle écrit son premier poème à l'âge de quatorze ans pour distraire son père et obtient à cette occasion, d'après Jean-Baptiste Toselli, de nombreux éloges qui la feront poursuivre dans cette voie. Toute sa vie elle restera célibataire et se consacrera entièrement à la poésie.
Bien qu'elle écrive en français, elle se considère italienne et à Turin elle participe au salon de la baronne Olimpia Rossi Savio. Ainsi elle dédie son œuvre Les Sylphides (1838) au roi de Sardaigne Charles-Albert. Elle écrit par la suite Ore meste, chants sur l'Italie (1846) et le recueil Poésies françaises d'une Italienne en 1854 dont le critique Sainte-Beuve assure la préface. L'unification en cours de l'Italie l'enthousiasme. Dans Glorie e Sventure: chants de guerre de l'indépendance italienne (1852), elle évoque Anita Garibaldi. 
Son attachement à Nice, qu'elle désigne comme «[sa] patrie», constitue aussi un thème récurrent de ses poèmes. Elle écrit ainsi dans l'un d'entre eux publié en 1858 et intitulé «Nice»: «O Nice o mon pays Nice o doux sol natal, o ma Nice si belle» . Dans Pleurs et sourires (1856), six poèmes sont consacrés à Nice ; celui intitulé «Physionomies nationales» décrit plusieurs costumes traditionnels régionaux dont deux du Pays niçois. Dans «À Catherine Ségurane», elle célèbre l'héroïsme de la lavandière niçoise. 
Au cours de sa vie, elle entretient une correspondance avec plusieurs écrivains français dont Alphonse de Lamartine, Alexandre Dumas, Victor Hugo, Silvio Pellico et Chateaubriand. Elle est membre correspondant de l'Académie des Sciences, Belles-Lettres et Arts de Lyon. 
Elle est enterrée au cimetière du château. Une place et un établissement scolaire privé portent son nom à Nice 

## Œuvres
- Les Sylphides: chants d'une jeune fille dédiés à Sa Majesté le Roi Charles-Albert, Suchet éd., 1838.
- Haute Combes, 1844.
- Ore meste : chants sur l'Italie et poèmes intimes et religieux, Fontane éd., 1846
- Glorie e Sventure : chants de guerre de l'indépendance italienne, et poésies nouvelles, 2 volumes, Turin, 1852.
- Poésies françaises d'une Italienne, Charpentier, Paris, 1854.
- Pleurs et sourires : Étrennes poétiques, Turin, 1856.